# マイケル・ウィンスロー
マイケル・ウィンスロー（Michael Winslow、1958年9月6日 - ）は、アメリカ合衆国ワシントン州スポケーン生まれの俳優・声優・コメディアン。

## 来歴
俳優、声優、スタンダップコメディアンとして知られるウィンスローは、1958年にワシントン州スポケーンに生まれる。役者を目指し演劇学校へ進学。彼が最初にテレビの出演を果たしたのは、日本で言う新人発掘番組の“ザ・ゴング・ショー”。その時に、何の道具も使わずに声帯模写を披露し、一躍人気者になる。彼のその特技と才能は、1984年から製作された人気シリーズ『ポリスアカデミーシリーズ』において活かされている。同シリーズでは物まね上手のジョーンズをユーモラスに演じて、日本でもファンを生んだ。かつて日本において“日本石油ダッシュレーサー100ガソリン”のテレビコマーシャルへも出演した。その際、ポリスアカデミーのジョーンズと同じく警官の格好をするバージョンや、日石の制服を着たバージョンなどがある。現在も映画やテレビなどへ出演しているが、コメディクラブなどでライブなども多く行っている。
2015年には、『ラバランチュラ 全員出動!』で久々に『ポリス・アカデミー』で共演したスティーヴ・グッテンバーグ、マリオン・ラムジーと共演。その際には得意の声帯模写も披露した。2016年に同作の続編へも出演し、グッテンバーグやラムジーらとは再度共演を果たしている。

### 私生活
これまでに3度の結婚歴を持つが、最初の妻とは死別し、2番目の妻とは離婚。3度目に結婚したシャノンは現在の妻である。

## 出演作品

### 映画
- Cheech & Chong's Next Movie (1980)
- パーキング・ボーイズ Underground Aces (1981)
- 暗殺遊戯/ キャンパスは凶弾のデスマッチ Tag: The Assassination Game (1982)
- ポリスアカデミー Police Academy (1984)
- アルファベット・シティ/ 麻薬マーケットに挑戦する若きウルフ Alphabet City (1984)
- グランドビューU.S.A. Grandview, U.S.A. (1984)
- ポリスアカデミー2/ 全員出動! Police Academy 2: Their First Assignment (1985)
- ポリスアカデミー3/ 全員再訓練 Police Academy 3: Back in Training (1986)
- ポリスアカデミー4/ 市民パトロール Police Academy 4: Citizens on Patrol (1987)
- スペースボール Spaceballs (1987)
- ポリスアカデミー5/ マイアミ特別勤務 Police Academy 5: Assignment: Miami Beach (1988)
- 新ポリスアカデミー/ バトルロイヤル Police Academy 6: City Under Siege (1989)
- ピンク・ノーベンバーを追え!? Going Under (1990)
- ファーストアウトマンだ! Far Out Man (1990)
- ポリスアカデミー '94/ モスクワ大作戦!! Police Academy: Mission to Moscow (1994)
- The Blur of Insanity (1999)
- Lenny the Wonder Dog (2004)
- Ninjas vs. Pirates (2007)
- ザッツ★マジックアワー ダメ男ハワードのステキな人生 The Great Buck Howard (2008)
- ラバランチュラ 全員出動! Lavalantula (2015) ※テレビ映画
- シャークネード エクストリーム・ミッション Sharknado 3: Oh Hell No! (2015) ※テレビ映画
- 2 Lava 2 Lantula! (2016) ※テレビ映画

### 声の出演
- グレムリン Gremlins (1984)
- 白鳥ルイの夢見るトランペット The Trumpet of the Swan (2001)

### テレビドラマ
- ラブ・ボート The Love Boat (1986)
- ハリーとヘンダンスン一家 Harry and the Hendersons (1991, 1992)
- ベイウォッチ・ナイツ Baywatch Nights (1995)

### テレビアニメ
- Space Stars (1981)
- ファミリー・ガイ Family Guy (2002)
- ロボット・チキン Robot Chicken (2006)

### テレビCM
- 日本石油 ダッシュレーサー100 (1988)
- 日本石油 ダッシュレーサー100/ 効果音人間 (1989)